# Phraates V.
Phraates V., genannt Phraatakes („der kleine Phraates“) war ein parthischer König, der von 2 v. Chr. bis etwa 4 n. Chr. regierte. Er war der Sohn von Phraates IV. und von Musa. Musa hatte im Jahr 2 v. Chr. ihren Gatten Phraates IV. vergiften lassen und setzte daraufhin ihren Sohn auf den Thron. Im Jahr 1 v. Chr. vertrieben die Parther und die Armenier einen römischen Kandidaten für den Thron von Armenien. Kaiser Augustus entsandte daraufhin seinen Enkel Gaius Caesar mit einer Armee nach Armenien, um die Sache in Ordnung zu bringen. Phraates und Gaius schlossen aber Frieden bei einem Bankett am Euphrat.
Im Jahr 2 n. Chr. heiratete Phraates seine Mutter Musa, was bei den Römern reichlich Anlass für Polemik gab. Beide erscheinen sie zusammen auf Münzen. Sie verschwinden anschließend von der politischen Bühne, sie wurden entweder ermordet oder mussten fliehen.